# 인적자원
인적자원(人的資源, human resources)은 조직, 기업 부문, 경제의 노동을 만들어나가는 사람들이다. 인적자본은 "인적자원"과 같은 뜻으로 사용되는 경우가 있으나 인적자본은 일반적으로 더 좁은 효과를 의미한다.(이를테면 개인의 지식이나 경제성장) 이처럼 가끔 사용되는 다른 용어들로는 인력(manpower), 재능(talent), 노동(labor), 인사(personnel), 사람(people)이 포함된다.
조직의 인적자원부서(HR 부서)는 인적자원관리를 수행하며 다양한 면의 고용을 감독하는데 이를테면 노동법 준수, 고용 기준, 사원 특전 관리, 채용 등이 있다.

## 활동
인적자원관리자는 회사에서 여러 기능을 수행한다
- 사원의 요건을 결정한다.
- 이러한 요건을 충족하기 위해 임시직의 이용 또는 직원 고용을 결정한다.
- 최상의 직원을 채용하고 훈련시킨다.
- 일을 감독한다.
- 직원 관계, 조합, 단체 교섭을 관리한다.
- 직원 기록과 개인 정책을 예비한다.
- 높은 성과를 보장한다.
- 직원의 급여, 혜택, 보상을 관리한다.
- 동등한 기회를 보장한다.
- 차별을 관리한다.
- 성과 문제를 관리한다.
- 인적자원관리가 여러 규제를 준수하는지 확인한다.
- 직원의 동기 부여를 제고한다.
- 내부적으로 분쟁을 중재한다.
- 직원의 학습 지식을 높인다.
- 성장을 위해 조직에 정보를 확산시킨다.

관리자는 자신의 대인 능력을 효과적으로 계발하여야 한다. 조직 행동은 조직을 더 효율적으로 만드는 요인들을 개선하는 방법에 초점을 둔다.

## 같이 보기
- 인적자원관리

## 내용주
1. ↑  “Beyond Hiring and Firing: What is HR Management?”. 《The Balance》. 2017년 6월 22일에 확인함.
2. ↑  Mathis, R.L; Jackson, J.H (2003). 《Human Resource Management》. Thomson.

## 참고 문헌
- E McGaughey, ‘A Human is not a Resource’ (2018) Centre for Business Research, University of Cambridge Working Paper 497
- Kaufman, Bruce E. (2001). “Human resources and industrial relations: Commonalities and differences” (PDF). 2018년 10월 4일에 원본 문서 (PDF)에서 보존된 문서.